# Hillbilly Elegy (soundtrack)
Hillbilly Elegy is de originele soundtrack voor de film Hillbilly Elegy uit 2020 van Ron Howard. Deze soundtrack werd gecomponeerd door Hans Zimmer en David Fleming. Als album werd het op 20 november 2020 door Milan Records uitgebracht.
Het album werd gemixt in de geluidsstudio Remote Control Productions door Seth Waldmann en gemasterd bij Bernie Grundman Mastering in Los Angeles door Pat Sullivan.

## Tracklijst
| 1.                 | Transformation (End Titles) | 4:57 |
| 2.                 | Rust                        | 2:45 |
| 3.                 | Kentucky 1997               | 2:45 |
| 4.                 | We Respect Our Dead         | 2:44 |
| 5.                 | Suffocating                 | 4:51 |
| 6.                 | Bev                         | 3:30 |
| 7.                 | Resignation                 | 2:01 |
| 8.                 | Old Wounds                  | 5:44 |
| 9.                 | Responsibility              | 5:05 |
| 10.                | Usha                        | 3:04 |
| 11.                | Steel In Our Veins          | 4:35 |
| Totale duur: 42:01 |                             |      |

## Personeel
- Branden Cervantes – hoorn
- Pedro Eustache – blaasinstrumenten
- Tina Guo – cello
- Nile Marr – elektrische gitaar[4]
- Vivian Milanova – elektrische gitaar
- Johnson O'basso – contrabas
- Ben Powell – viool
- Derek Trucks – elektrische gitaar (solist)
- Hans Zimmer – synth-programmering